# 大头典竹
大头典竹（学名：Dendrocalamopsis beecheyana var. pubescens）为禾本科绿竹属下的一个变种。

## 外部連結
- 竹茹 Zhuru （页面存档备份，存于） 中藥材圖像數據庫 (香港浸會大學中醫藥學院)